# Lista di asteroidi (652001-653000)
Di seguito una lista di asteroidi dal numero 652001  al 653000 con data di scoperta e scopritore.

## 652001–652100
| Nome               | Designazione provvisoria | Data di scoperta  | Scopritore                      |
| ------------------ | ------------------------ | ----------------- | ------------------------------- |
| 652001             | 2013 RY12                | 2 settembre 2013  | PTF                             |
| 652002             | 2013 RF14                | 28 agosto 2013    | Mount Lemmon Survey             |
| 652003             | 2013 RJ14                | 15 agosto 2013    | Pan-STARRS                      |
| 652004             | 2013 RE15                | 10 dicembre 2010  | Mount Lemmon Survey             |
| 652005             | 2013 RX17                | 19 marzo 2009     | Mount Lemmon Survey             |
| 652006             | 2013 RJ18                | 2 agosto 2013     | K. Sárneczky                    |
| 652007             | 2013 RX22                | 7 ottobre 2004    | NEAT                            |
| 652008             | 2013 RL26                | 3 settembre 2013  | M. Żołnowski, M. Kusiak         |
| 652009             | 2013 RW29                | 9 ottobre 2010    | Mount Lemmon Survey             |
| 652010             | 2013 RA35                | 10 agosto 2004    | LINEAR                          |
| 652011             | 2013 RC39                | 3 settembre 2013  | Mount Lemmon Survey             |
| 652012             | 2013 RZ42                | 26 ottobre 2009   | Mount Lemmon Survey             |
| 652013             | 2013 RB45                | 2 febbraio 2006   | CSS                             |
| 652014             | 2013 RD53                | 1 ottobre 2009    | Mount Lemmon Survey             |
| 652015             | 2013 RQ53                | 28 settembre 2001 | NEAT                            |
| 652016             | 2013 RV54                | 24 novembre 2009  | Spacewatch                      |
| 652017             | 2013 RS57                | 25 febbraio 2011  | Mount Lemmon Survey             |
| 652018             | 2013 RL58                | 4 agosto 2003     | Spacewatch                      |
| 652019             | 2013 RF59                | 23 agosto 2004    | Spacewatch                      |
| 652020             | 2013 RN59                | 10 settembre 2013 | Pan-STARRS                      |
| 652021             | 2013 RL68                | 4 settembre 2013  | K. Sárneczky                    |
| 652022             | 2013 RC71                | 16 dicembre 2007  | Mount Lemmon Survey             |
| 652023             | 2013 RD77                | 25 febbraio 2011  | Mount Lemmon Survey             |
| 652024             | 2013 RY77                | 23 febbraio 2007  | Mount Lemmon Survey             |
| 652025             | 2013 RQ85                | 23 agosto 2007    | Spacewatch                      |
| 652026             | 2013 RH86                | 25 maggio 2012    | ESA OGS                         |
| 652027             | 2013 RQ100               | 9 settembre 2013  | Pan-STARRS                      |
| 652028             | 2013 RB102               | 3 settembre 2013  | Mount Lemmon Survey             |
| 652029             | 2013 RR103               | 4 settembre 2013  | Mount Lemmon Survey             |
| 652030             | 2013 RS103               | 1 settembre 2013  | Mount Lemmon Survey             |
| 652031 Szczepaniak | 2013 RS104               | 3 settembre 2013  | M. Żołnowski, M. Kusiak         |
| 652032             | 2013 RB108               | 9 settembre 2013  | Pan-STARRS                      |
| 652033             | 2013 RJ111               | 14 settembre 2013 | Pan-STARRS                      |
| 652034             | 2013 RE113               | 5 maggio 2016     | Pan-STARRS                      |
| 652035             | 2013 RE120               | 18 ottobre 2014   | Mount Lemmon Survey             |
| 652036             | 2013 RL123               | 14 settembre 2013 | Mount Lemmon Survey             |
| 652037             | 2013 RD131               | 6 settembre 2013  | Mount Lemmon Survey             |
| 652038             | 2013 RX133               | 1 settembre 2013  | Mount Lemmon Survey             |
| 652039             | 2013 RW137               | 14 settembre 2013 | Pan-STARRS                      |
| 652040             | 2013 RQ138               | 1 settembre 2013  | Pan-STARRS                      |
| 652041             | 2013 RJ139               | 9 settembre 2013  | Pan-STARRS                      |
| 652042             | 2013 RV149               | 9 settembre 2013  | Pan-STARRS                      |
| 652043             | 2013 RP153               | 6 settembre 2013  | Mount Lemmon Survey             |
| 652044             | 2013 RA161               | 3 settembre 2013  | Pan-STARRS                      |
| 652045             | 2013 RD161               | 29 maggio 2012    | Mount Lemmon Survey             |
| 652046             | 2013 RT164               | 10 settembre 2013 | Pan-STARRS                      |
| 652047             | 2013 RD169               | 10 settembre 2013 | Pan-STARRS                      |
| 652048             | 2013 RR169               | 12 settembre 2013 | CSS                             |
| 652049             | 2013 RW169               | 10 settembre 2013 | Pan-STARRS                      |
| 652050             | 2013 RQ171               | 1 settembre 2013  | Pan-STARRS                      |
| 652051             | 2013 RS171               | 26 novembre 2005  | Spacewatch                      |
| 652052             | 2013 RX172               | 6 settembre 2013  | Mount Lemmon Survey             |
| 652053             | 2013 SR1                 | 16 gennaio 2005   | Spacewatch                      |
| 652054             | 2013 SU12                | 10 settembre 2004 | Spacewatch                      |
| 652055             | 2013 SA17                | 2 settembre 2013  | Mount Lemmon Survey             |
| 652056             | 2013 SJ24                | 29 settembre 2005 | CSS                             |
| 652057             | 2013 SD27                | 21 settembre 2003 | K. Sárneczky, B. Sipőcz         |
| 652058             | 2013 SO30                | 27 settembre 2002 | NEAT                            |
| 652059             | 2013 SW31                | 1 settembre 2013  | Mount Lemmon Survey             |
| 652060             | 2013 SC33                | 25 febbraio 2011  | Mount Lemmon Survey             |
| 652061             | 2013 SQ37                | 25 settembre 2013 | Mount Lemmon Survey             |
| 652062             | 2013 SN39                | 25 settembre 2013 | Mount Lemmon Survey             |
| 652063             | 2013 SP42                | 12 settembre 2013 | CSS                             |
| 652064             | 2013 SY42                | 13 settembre 2013 | CSS                             |
| 652065             | 2013 SB48                | 14 novembre 2010  | Mount Lemmon Survey             |
| 652066             | 2013 SK52                | 19 settembre 2013 | Pan-STARRS                      |
| 652067             | 2013 SJ53                | 4 aprile 2011     | Mount Lemmon Survey             |
| 652068             | 2013 SZ55                | 30 novembre 2008  | Spacewatch                      |
| 652069             | 2013 SV57                | 9 novembre 2004   | Osservatorio di Mauna Kea       |
| 652070             | 2013 SX64                | 26 febbraio 2011  | Mount Lemmon Survey             |
| 652071             | 2013 SK65                | 3 settembre 2013  | Mount Lemmon Survey             |
| 652072             | 2013 SD68                | 24 settembre 2013 | Mount Lemmon Survey             |
| 652073             | 2013 SF68                | 24 settembre 2013 | Mount Lemmon Survey             |
| 652074             | 2013 SL69                | 2 settembre 2013  | Mount Lemmon Survey             |
| 652075             | 2013 SW70                | 10 dicembre 2005  | Spacewatch                      |
| 652076             | 2013 SJ74                | 25 settembre 2013 | Mount Lemmon Survey             |
| 652077             | 2013 SF76                | 26 febbraio 2007  | Mount Lemmon Survey             |
| 652078             | 2013 SV84                | 6 settembre 2008  | Mount Lemmon Survey             |
| 652079             | 2013 SO85                | 4 settembre 2013  | PTF                             |
| 652080             | 2013 SC88                | 3 settembre 2013  | F. Hormuth                      |
| 652081             | 2013 SZ97                | 24 settembre 2013 | Mount Lemmon Survey             |
| 652082             | 2013 SM98                | 27 aprile 2012    | Pan-STARRS                      |
| 652083             | 2013 SA102               | 17 settembre 2013 | Mount Lemmon Survey             |
| 652084             | 2013 SQ103               | 1 maggio 2017     | Mount Lemmon Survey             |
| 652085             | 2013 SU109               | 28 settembre 2013 | Mount Lemmon Survey             |
| 652086             | 2013 SL114               | 26 settembre 2013 | CSS                             |
| 652087             | 2013 TU1                 | 10 febbraio 2011  | Mount Lemmon Survey             |
| 652088             | 2013 TN6                 | 14 settembre 2013 | Mount Lemmon Survey             |
| 652089             | 2013 TK9                 | 23 agosto 2003    | NEAT                            |
| 652090             | 2013 TF12                | 6 settembre 2013  | Spacewatch                      |
| 652091             | 2013 TN21                | 1 ottobre 2013    | Mount Lemmon Survey             |
| 652092             | 2013 TH23                | 11 novembre 2004  | Spacewatch                      |
| 652093             | 2013 TM25                | 30 settembre 2010 | Mount Lemmon Survey             |
| 652094             | 2013 TM27                | 9 febbraio 2005   | Spacewatch                      |
| 652095             | 2013 TO28                | 17 settembre 2013 | Mount Lemmon Survey             |
| 652096             | 2013 TW30                | 11 ottobre 2004   | L. H. Wasserman, J. R. Lovering |
| 652097             | 2013 TO32                | 28 settembre 2003 | W. K. Y. Yeung                  |
| 652098             | 2013 TA34                | 2 ottobre 2013    | Spacewatch                      |
| 652099             | 2013 TD40                | 2 ottobre 2013    | Mount Lemmon Survey             |
| 652100             | 2013 TK40                | 2 ottobre 2013    | Mount Lemmon Survey             |

## 652101–652200
| Nome   | Designazione provvisoria | Data di scoperta  | Scopritore                          |
| ------ | ------------------------ | ----------------- | ----------------------------------- |
| 652101 | 2013 TU47                | 3 ottobre 2013    | Mount Lemmon Survey                 |
| 652102 | 2013 TU53                | 25 luglio 2008    | Mount Lemmon Survey                 |
| 652103 | 2013 TZ54                | 4 ottobre 2013    | Mount Lemmon Survey                 |
| 652104 | 2013 TG57                | 4 ottobre 2013    | Mount Lemmon Survey                 |
| 652105 | 2013 TC58                | 4 ottobre 2013    | Mount Lemmon Survey                 |
| 652106 | 2013 TV58                | 4 settembre 2008  | Spacewatch                          |
| 652107 | 2013 TM59                | 4 ottobre 2013    | Mount Lemmon Survey                 |
| 652108 | 2013 TK63                | 4 ottobre 2013    | Mount Lemmon Survey                 |
| 652109 | 2013 TR70                | 26 agosto 2000    | Spacewatch                          |
| 652110 | 2013 TU74                | 3 agosto 2008     | SSS                                 |
| 652111 | 2013 TJ75                | 29 settembre 2008 | Mount Lemmon Survey                 |
| 652112 | 2013 TL78                | 29 marzo 2011     | Mount Lemmon Survey                 |
| 652113 | 2013 TS78                | 5 ottobre 2013    | Mount Lemmon Survey                 |
| 652114 | 2013 TR80                | 11 settembre 2013 | PTF                                 |
| 652115 | 2013 TE83                | 1 ottobre 2013    | Spacewatch                          |
| 652116 | 2013 TS92                | 30 settembre 2013 | CSS                                 |
| 652117 | 2013 TY92                | 1 ottobre 2013    | Spacewatch                          |
| 652118 | 2013 TM94                | 20 settembre 2003 | NEAT                                |
| 652119 | 2013 TJ96                | 2 ottobre 2013    | Spacewatch                          |
| 652120 | 2013 TK100               | 27 settembre 2013 | Pan-STARRS                          |
| 652121 | 2013 TR100               | 2 ottobre 2013    | Mount Lemmon Survey                 |
| 652122 | 2013 TA105               | 25 agosto 2003    | Cerro Tololo Obs.                   |
| 652123 | 2013 TR108               | 20 settembre 2008 | Mount Lemmon Survey                 |
| 652124 | 2013 TK109               | 17 agosto 2006    | NEAT                                |
| 652125 | 2013 TL112               | 27 aprile 2012    | Pan-STARRS                          |
| 652126 | 2013 TB113               | 18 settembre 2003 | Spacewatch                          |
| 652127 | 2013 TB119               | 4 ottobre 2013    | Mount Lemmon Survey                 |
| 652128 | 2013 TM120               | 4 dicembre 2010   | CSS                                 |
| 652129 | 2013 TP122               | 4 ottobre 2013    | CSS                                 |
| 652130 | 2013 TS126               | 23 ottobre 2009   | Mount Lemmon Survey                 |
| 652131 | 2013 TS131               | 9 ottobre 2013    | CSS                                 |
| 652132 | 2013 TD132               | 10 ottobre 2013   | A. Oreshko                          |
| 652133 | 2013 TO134               | 29 settembre 2002 | AMOS                                |
| 652134 | 2013 TX134               | 17 settembre 2003 | Spacewatch                          |
| 652135 | 2013 TQ136               | 12 novembre 1999  | Spacewatch                          |
| 652136 | 2013 TC139               | 26 novembre 2003  | Spacewatch                          |
| 652137 | 2013 TR148               | 29 marzo 2012     | Mount Lemmon Survey                 |
| 652138 | 2013 TA150               | 22 ottobre 2013   | Mount Lemmon Survey                 |
| 652139 | 2013 TO150               | 23 novembre 2009  | Mount Lemmon Survey                 |
| 652140 | 2013 TM153               | 25 marzo 2006     | Mount Lemmon Survey                 |
| 652141 | 2013 TQ161               | 1 ottobre 2013    | Spacewatch                          |
| 652142 | 2013 TT161               | 2 ottobre 2013    | Pan-STARRS                          |
| 652143 | 2013 TD162               | 2 ottobre 2013    | Pan-STARRS                          |
| 652144 | 2013 TA168               | 1 febbraio 2006   | Spacewatch                          |
| 652145 | 2013 TL174               | 3 ottobre 2013    | Pan-STARRS                          |
| 652146 | 2013 TE184               | 3 ottobre 2013    | Pan-STARRS                          |
| 652147 | 2013 TP193               | 12 ottobre 2013   | Spacewatch                          |
| 652148 | 2013 TC195               | 13 ottobre 2013   | Spacewatch                          |
| 652149 | 2013 TZ195               | 5 ottobre 2013    | Pan-STARRS                          |
| 652150 | 2013 TK200               | 5 ottobre 2013    | Pan-STARRS                          |
| 652151 | 2013 TS200               | 14 ottobre 2013   | Mount Lemmon Survey                 |
| 652152 | 2013 TX213               | 9 ottobre 2013    | Spacewatch                          |
| 652153 | 2013 TF217               | 12 ottobre 2013   | Spacewatch                          |
| 652154 | 2013 TK217               | 5 ottobre 2013    | Pan-STARRS                          |
| 652155 | 2013 TM218               | 15 ottobre 2013   | Mount Lemmon Survey                 |
| 652156 | 2013 TV218               | 3 ottobre 2013    | Mount Lemmon Survey                 |
| 652157 | 2013 TF220               | 3 ottobre 2013    | Mount Lemmon Survey                 |
| 652158 | 2013 TS220               | 7 agosto 2008     | Spacewatch                          |
| 652159 | 2013 TT225               | 2 ottobre 2013    | Mount Lemmon Survey                 |
| 652160 | 2013 TM230               | 14 ottobre 2013   | Mount Lemmon Survey                 |
| 652161 | 2013 TR232               | 4 ottobre 2013    | Mount Lemmon Survey                 |
| 652162 | 2013 TK237               | 4 ottobre 2013    | Mount Lemmon Survey                 |
| 652163 | 2013 TE238               | 9 ottobre 2013    | Mount Lemmon Survey                 |
| 652164 | 2013 TE239               | 4 ottobre 2013    | Mount Lemmon Survey                 |
| 652165 | 2013 TV250               | 2 ottobre 2013    | Mount Lemmon Survey                 |
| 652166 | 2013 UG2                 | 3 ottobre 2008    | Osservatorio astronomico di Maiorca |
| 652167 | 2013 UO4                 | 24 ottobre 2003   | L. H. Wasserman, D. E. Trilling     |
| 652168 | 2013 UP9                 | 7 settembre 2004  | NEAT                                |
| 652169 | 2013 UE15                | 16 novembre 2003  | Apache Point Obs.                   |
| 652170 | 2013 UD16                | 20 novembre 2008  | Spacewatch                          |
| 652171 | 2013 UR18                | 24 ottobre 2013   | Mount Lemmon Survey                 |
| 652172 | 2013 UH19                | 23 novembre 2009  | Mount Lemmon Survey                 |
| 652173 | 2013 US21                | 26 settembre 2003 | SDSS Collaboration                  |
| 652174 | 2013 UJ31                | 31 ottobre 2013   | Spacewatch                          |
| 652175 | 2013 UH34                | 30 ottobre 2013   | Pan-STARRS                          |
| 652176 | 2013 UO34                | 24 ottobre 2013   | Mount Lemmon Survey                 |
| 652177 | 2013 UB35                | 25 ottobre 2013   | Mount Lemmon Survey                 |
| 652178 | 2013 UX35                | 25 ottobre 2013   | Mount Lemmon Survey                 |
| 652179 | 2013 UA36                | 23 ottobre 2013   | Mount Lemmon Survey                 |
| 652180 | 2013 UN42                | 26 ottobre 2013   | Mount Lemmon Survey                 |
| 652181 | 2013 UN44                | 31 ottobre 2013   | Spacewatch                          |
| 652182 | 2013 UP45                | 22 ottobre 2013   | Pan-STARRS                          |
| 652183 | 2013 UC48                | 25 ottobre 2013   | Spacewatch                          |
| 652184 | 2013 UC50                | 26 ottobre 2013   | CSS                                 |
| 652185 | 2013 UE50                | 23 ottobre 2013   | Mount Lemmon Survey                 |
| 652186 | 2013 UQ52                | 26 ottobre 2013   | Mount Lemmon Survey                 |
| 652187 | 2013 UV56                | 24 agosto 2003    | Cerro Tololo Obs.                   |
| 652188 | 2013 UJ59                | 24 ottobre 2013   | Mount Lemmon Survey                 |
| 652189 | 2013 VN1                 | 19 marzo 2007     | Mount Lemmon Survey                 |
| 652190 | 2013 VV10                | 20 novembre 2003  | LINEAR                              |
| 652191 | 2013 VM20                | 8 novembre 2013   | CSS                                 |
| 652192 | 2013 VZ22                | 23 ottobre 2013   | Spacewatch                          |
| 652193 | 2013 VP23                | 20 luglio 2013    | Pan-STARRS                          |
| 652194 | 2013 VQ26                | 10 ottobre 2008   | Mount Lemmon Survey                 |
| 652195 | 2013 VS26                | 8 novembre 2013   | Mount Lemmon Survey                 |
| 652196 | 2013 VM27                | 29 settembre 2013 | Mount Lemmon Survey                 |
| 652197 | 2013 VB28                | 2 giugno 2006     | Spacewatch                          |
| 652198 | 2013 VD29                | 9 novembre 2013   | Mount Lemmon Survey                 |
| 652199 | 2013 VX31                | 10 novembre 2013  | Mount Lemmon Survey                 |
| 652200 | 2013 VC34                | 9 novembre 2013   | Pan-STARRS                          |

## 652201–652300
| Nome   | Designazione provvisoria | Data di scoperta  | Scopritore                      |
| ------ | ------------------------ | ----------------- | ------------------------------- |
| 652201 | 2013 VM43                | 7 novembre 2013   | Spacewatch                      |
| 652202 | 2013 VP50                | 14 novembre 2013  | Mount Lemmon Survey             |
| 652203 | 2013 VM53                | 7 novembre 2013   | G. Proffe, S. Hellmich          |
| 652204 | 2013 VP55                | 9 novembre 2013   | Spacewatch                      |
| 652205 | 2013 VU55                | 9 novembre 2013   | Pan-STARRS                      |
| 652206 | 2013 VS58                | 9 novembre 2013   | Pan-STARRS                      |
| 652207 | 2013 VE66                | 6 novembre 2013   | Pan-STARRS                      |
| 652208 | 2013 VS68                | 20 ottobre 2008   | Mount Lemmon Survey             |
| 652209 | 2013 VU68                | 9 novembre 2013   | Pan-STARRS                      |
| 652210 | 2013 VA69                | 18 novembre 2008  | Spacewatch                      |
| 652211 | 2013 VT69                | 9 novembre 2013   | Pan-STARRS                      |
| 652212 | 2013 VB80                | 9 novembre 2013   | Pan-STARRS                      |
| 652213 | 2013 VF80                | 2 novembre 2013   | Mount Lemmon Survey             |
| 652214 | 2013 VK81                | 9 novembre 2013   | Mount Lemmon Survey             |
| 652215 | 2013 WO                  | 23 novembre 2013  | Pan-STARRS                      |
| 652216 | 2013 WO1                 | 4 novembre 2013   | PMO NEO                         |
| 652217 | 2013 WE7                 | 9 novembre 2013   | Pan-STARRS                      |
| 652218 | 2013 WD8                 | 26 novembre 2013  | Mount Lemmon Survey             |
| 652219 | 2013 WZ8                 | 2 novembre 2013   | Mount Lemmon Survey             |
| 652220 | 2013 WR10                | 27 aprile 2012    | Pan-STARRS                      |
| 652221 | 2013 WU11                | 23 settembre 2008 | Mount Lemmon Survey             |
| 652222 | 2013 WB13                | 24 novembre 2009  | Spacewatch                      |
| 652223 | 2013 WD13                | 28 agosto 2006    | Osservatorio Lulin              |
| 652224 | 2013 WA14                | 9 gennaio 2006    | Spacewatch                      |
| 652225 | 2013 WQ18                | 24 settembre 2008 | Spacewatch                      |
| 652226 | 2013 WB19                | 27 novembre 2013  | Pan-STARRS                      |
| 652227 | 2013 WY19                | 23 ottobre 2008   | Spacewatch                      |
| 652228 | 2013 WE21                | 4 agosto 2003     | Spacewatch                      |
| 652229 | 2013 WR23                | 27 novembre 2013  | Pan-STARRS                      |
| 652230 | 2013 WR26                | 14 ottobre 2013   | Mount Lemmon Survey             |
| 652231 | 2013 WA32                | 26 novembre 2013  | Pan-STARRS                      |
| 652232 | 2013 WC37                | 27 novembre 2013  | Pan-STARRS                      |
| 652233 | 2013 WU38                | 28 ottobre 2013   | Spacewatch                      |
| 652234 | 2013 WD40                | 2 novembre 2013   | Mount Lemmon Survey             |
| 652235 | 2013 WN42                | 25 settembre 2006 | Spacewatch                      |
| 652236 | 2013 WH44                | 19 maggio 2012    | Pan-STARRS                      |
| 652237 | 2013 WK48                | 10 ottobre 2008   | Mount Lemmon Survey             |
| 652238 | 2013 WU51                | 11 novembre 2013  | CSS                             |
| 652239 | 2013 WZ56                | 12 novembre 2013  | Spacewatch                      |
| 652240 | 2013 WO59                | 14 dicembre 2010  | Mount Lemmon Survey             |
| 652241 | 2013 WK63                | 28 novembre 2013  | Pan-STARRS                      |
| 652242 | 2013 WB65                | 19 dicembre 2001  | NEAT                            |
| 652243 | 2013 WB67                | 17 novembre 2006  | Spacewatch                      |
| 652244 | 2013 WL68                | 14 ottobre 2004   | NEAT                            |
| 652245 | 2013 WW71                | 26 settembre 2006 | Mount Lemmon Survey             |
| 652246 | 2013 WP73                | 8 dicembre 2010   | Mount Lemmon Survey             |
| 652247 | 2013 WO75                | 8 novembre 2013   | Mount Lemmon Survey             |
| 652248 | 2013 WL80                | 26 novembre 2013  | Mount Lemmon Survey             |
| 652249 | 2013 WY83                | 9 ottobre 2013    | Mount Lemmon Survey             |
| 652250 | 2013 WE85                | 11 gennaio 2002   | LONEOS                          |
| 652251 | 2013 WH85                | 20 ottobre 2003   | NEAT                            |
| 652252 | 2013 WV85                | 16 settembre 2003 | Spacewatch                      |
| 652253 | 2013 WG87                | 27 novembre 2013  | Pan-STARRS                      |
| 652254 | 2013 WT89                | 23 settembre 2008 | Mount Lemmon Survey             |
| 652255 | 2013 WC91                | 30 dicembre 2007  | Spacewatch                      |
| 652256 | 2013 WS91                | 28 novembre 2013  | Mount Lemmon Survey             |
| 652257 | 2013 WB92                | 8 novembre 2013   | Mount Lemmon Survey             |
| 652258 | 2013 WR92                | 30 aprile 2011    | Mount Lemmon Survey             |
| 652259 | 2013 WE96                | 12 novembre 2013  | Spacewatch                      |
| 652260 | 2013 WV97                | 28 novembre 2013  | Mount Lemmon Survey             |
| 652261 | 2013 WV99                | 29 novembre 2013  | Pan-STARRS                      |
| 652262 | 2013 WS101               | 6 dicembre 2002   | L. H. Wasserman, D. E. Trilling |
| 652263 | 2013 WO102               | 19 novembre 2008  | Spacewatch                      |
| 652264 | 2013 WS103               | 8 ottobre 2013    | Mount Lemmon Survey             |
| 652265 | 2013 WQ105               | 10 ottobre 2004   | NEAT                            |
| 652266 | 2013 WW110               | 9 ottobre 2013    | Mount Lemmon Survey             |
| 652267 | 2013 WY110               | 29 settembre 2008 | Mount Lemmon Survey             |
| 652268 | 2013 WO111               | 27 novembre 2013  | Pan-STARRS                      |
| 652269 | 2013 WF113               | 28 novembre 2013  | V. Newski                       |
| 652270 | 2013 WQ113               | 14 ottobre 2013   | Mount Lemmon Survey             |
| 652271 | 2013 WU113               | 27 novembre 2013  | Pan-STARRS                      |
| 652272 | 2013 WV115               | 29 novembre 2013  | Mount Lemmon Survey             |
| 652273 | 2013 WZ116               | 5 febbraio 2016   | Pan-STARRS                      |
| 652274 | 2013 WC118               | 27 novembre 2013  | Pan-STARRS                      |
| 652275 | 2013 WT125               | 16 febbraio 2010  | Spacewatch                      |
| 652276 | 2013 WX125               | 28 novembre 2013  | Mount Lemmon Survey             |
| 652277 | 2013 WN127               | 27 novembre 2013  | Pan-STARRS                      |
| 652278 | 2013 WZ127               | 27 novembre 2013  | Pan-STARRS                      |
| 652279 | 2013 WH129               | 29 novembre 2013  | Mount Lemmon Survey             |
| 652280 | 2013 WV129               | 28 novembre 2013  | Mount Lemmon Survey             |
| 652281 | 2013 WM133               | 26 novembre 2013  | Pan-STARRS                      |
| 652282 | 2013 WR135               | 27 novembre 2013  | Pan-STARRS                      |
| 652283 | 2013 WM136               | 26 novembre 2013  | CSS                             |
| 652284 | 2013 WJ141               | 27 novembre 2013  | Pan-STARRS                      |
| 652285 | 2013 WT142               | 28 novembre 2013  | Spacewatch                      |
| 652286 | 2013 WZ142               | 28 novembre 2013  | Mount Lemmon Survey             |
| 652287 | 2013 XL2                 | 26 novembre 2013  | Pan-STARRS                      |
| 652288 | 2013 XB5                 | 28 settembre 2013 | Mount Lemmon Survey             |
| 652289 | 2013 XS6                 | 7 novembre 2013   | Mount Lemmon Survey             |
| 652290 | 2013 XK13                | 8 ottobre 2008    | Spacewatch                      |
| 652291 | 2013 XY19                | 11 dicembre 2013  | Mount Lemmon Survey             |
| 652292 | 2013 XZ28                | 5 dicembre 2013   | L. Elenin                       |
| 652293 | 2013 XA30                | 3 dicembre 2013   | Pan-STARRS                      |
| 652294 | 2013 XL32                | 14 dicembre 2013  | Mount Lemmon Survey             |
| 652295 | 2013 XB33                | 3 dicembre 2013   | Mount Lemmon Survey             |
| 652296 | 2013 XD33                | 11 dicembre 2013  | Pan-STARRS                      |
| 652297 | 2013 XE33                | 28 novembre 2013  | Mount Lemmon Survey             |
| 652298 | 2013 XP33                | 11 dicembre 2013  | Pan-STARRS                      |
| 652299 | 2013 XE35                | 13 dicembre 2013  | Mount Lemmon Survey             |
| 652300 | 2013 XU35                | 13 dicembre 2013  | Mount Lemmon Survey             |

## 652301–652400
| Nome   | Designazione provvisoria | Data di scoperta  | Scopritore                          |
| ------ | ------------------------ | ----------------- | ----------------------------------- |
| 652301 | 2013 XW39                | 10 dicembre 2013  | Mount Lemmon Survey                 |
| 652302 | 2013 XQ41                | 7 dicembre 2013   | Pan-STARRS                          |
| 652303 | 2013 YO1                 | 18 luglio 2012    | L. Elenin                           |
| 652304 | 2013 YU3                 | 17 febbraio 2010  | Mount Lemmon Survey                 |
| 652305 | 2013 YN4                 | 23 febbraio 2007  | Mount Lemmon Survey                 |
| 652306 | 2013 YV6                 | 10 novembre 2013  | Mount Lemmon Survey                 |
| 652307 | 2013 YL8                 | 4 aprile 2011     | Spacewatch                          |
| 652308 | 2013 YM10                | 9 novembre 2007   | Spacewatch                          |
| 652309 | 2013 YT10                | 11 dicembre 2013  | Mount Lemmon Survey                 |
| 652310 | 2013 YK12                | 1 gennaio 2003    | L. Castillo, W. G. Dillon           |
| 652311 | 2013 YE13                | 14 febbraio 2005  | D. Healy                            |
| 652312 | 2013 YJ13                | 27 novembre 2013  | Pan-STARRS                          |
| 652313 | 2013 YG20                | 25 dicembre 2013  | Pan-STARRS                          |
| 652314 | 2013 YY21                | 2 ottobre 2008    | Mount Lemmon Survey                 |
| 652315 | 2013 YF23                | 22 agosto 2004    | SSS                                 |
| 652316 | 2013 YC24                | 29 febbraio 2008  | PMO NEO                             |
| 652317 | 2013 YH25                | 12 febbraio 2011  | CSS                                 |
| 652318 | 2013 YA27                | 3 maggio 2008     | Mount Lemmon Survey                 |
| 652319 | 2013 YX28                | 7 settembre 2004  | Spacewatch                          |
| 652320 | 2013 YH31                | 25 dicembre 2013  | Mount Lemmon Survey                 |
| 652321 | 2013 YJ31                | 20 novembre 2008  | Spacewatch                          |
| 652322 | 2013 YR31                | 24 agosto 2001    | Spacewatch                          |
| 652323 | 2013 YG32                | 3 settembre 2008  | Spacewatch                          |
| 652324 | 2013 YX38                | 17 novembre 2006  | Mount Lemmon Survey                 |
| 652325 | 2013 YY38                | 3 settembre 2008  | Spacewatch                          |
| 652326 | 2013 YE39                | 21 dicembre 2006  | Mount Lemmon Survey                 |
| 652327 | 2013 YF40                | 21 ottobre 2003   | Spacewatch                          |
| 652328 | 2013 YB44                | 26 dicembre 2013  | Pan-STARRS                          |
| 652329 | 2013 YF47                | 27 dicembre 2013  | PMO NEO                             |
| 652330 | 2013 YT47                | 30 dicembre 2008  | Mount Lemmon Survey                 |
| 652331 | 2013 YX48                | 24 dicembre 2013  | Mount Lemmon Survey                 |
| 652332 | 2013 YK49                | 24 dicembre 2013  | Mount Lemmon Survey                 |
| 652333 | 2013 YK55                | 21 maggio 2006    | SSS                                 |
| 652334 | 2013 YA56                | 19 novembre 2003  | CSS                                 |
| 652335 | 2013 YB58                | 28 novembre 2013  | Mount Lemmon Survey                 |
| 652336 | 2013 YK59                | 26 agosto 2012    | Pan-STARRS                          |
| 652337 | 2013 YU61                | 27 novembre 2006  | Mount Lemmon Survey                 |
| 652338 | 2013 YJ69                | 13 dicembre 2013  | Mount Lemmon Survey                 |
| 652339 | 2013 YB71                | 25 dicembre 2013  | Mount Lemmon Survey                 |
| 652340 | 2013 YE71                | 27 novembre 2013  | Pan-STARRS                          |
| 652341 | 2013 YW72                | 1 febbraio 2009   | Mount Lemmon Survey                 |
| 652342 | 2013 YQ74                | 17 settembre 2006 | Spacewatch                          |
| 652343 | 2013 YT75                | 26 dicembre 2013  | Mount Lemmon Survey                 |
| 652344 | 2013 YA76                | 18 gennaio 2009   | Spacewatch                          |
| 652345 | 2013 YB76                | 30 agosto 2000    | Spacewatch                          |
| 652346 | 2013 YT76                | 13 aprile 2002    | NEAT                                |
| 652347 | 2013 YW76                | 11 settembre 2012 | ASC-Kislovodsk                      |
| 652348 | 2013 YG77                | 27 marzo 2003     | NEAT                                |
| 652349 | 2013 YE81                | 22 settembre 2000 | Spacewatch                          |
| 652350 | 2013 YR81                | 25 novembre 2006  | Spacewatch                          |
| 652351 | 2013 YK82                | 23 dicembre 2013  | Mount Lemmon Survey                 |
| 652352 | 2013 YN83                | 10 ottobre 2012   | Mount Lemmon Survey                 |
| 652353 | 2013 YF84                | 28 dicembre 2013  | Spacewatch                          |
| 652354 | 2013 YX84                | 28 dicembre 2013  | Spacewatch                          |
| 652355 | 2013 YM86                | 28 dicembre 2013  | Spacewatch                          |
| 652356 | 2013 YJ87                | 28 dicembre 2013  | Spacewatch                          |
| 652357 | 2013 YM89                | 4 dicembre 2008   | Spacewatch                          |
| 652358 | 2013 YG90                | 10 ottobre 2007   | Spacewatch                          |
| 652359 | 2013 YX90                | 15 novembre 2006  | Mount Lemmon Survey                 |
| 652360 | 2013 YA95                | 8 ottobre 2012    | Pan-STARRS                          |
| 652361 | 2013 YW95                | 15 ottobre 2012   | Pan-STARRS                          |
| 652362 | 2013 YC96                | 31 gennaio 2009   | Spacewatch                          |
| 652363 | 2013 YT100               | 27 settembre 2006 | CSS                                 |
| 652364 | 2013 YG101               | 16 febbraio 2015  | Pan-STARRS                          |
| 652365 | 2013 YC106               | 9 ottobre 2012    | Mount Lemmon Survey                 |
| 652366 | 2013 YO107               | 28 novembre 2013  | Mount Lemmon Survey                 |
| 652367 | 2013 YM108               | 17 settembre 2006 | Spacewatch                          |
| 652368 | 2013 YP109               | 8 novembre 2009   | Mount Lemmon Survey                 |
| 652369 | 2013 YP110               | 27 dicembre 2013  | Spacewatch                          |
| 652370 | 2013 YO112               | 8 ottobre 2012    | Mount Lemmon Survey                 |
| 652371 | 2013 YV113               | 3 maggio 2003     | Spacewatch                          |
| 652372 | 2013 YW115               | 30 dicembre 2013  | Spacewatch                          |
| 652373 | 2013 YO117               | 5 marzo 2006      | Spacewatch                          |
| 652374 | 2013 YP118               | 7 ottobre 2012    | Pan-STARRS                          |
| 652375 | 2013 YZ118               | 30 dicembre 2013  | Pan-STARRS                          |
| 652376 | 2013 YQ119               | 1 gennaio 2009    | Spacewatch                          |
| 652377 | 2013 YY119               | 22 dicembre 2008  | Mount Lemmon Survey                 |
| 652378 | 2013 YB121               | 5 agosto 2008     | Osservatorio astronomico di Maiorca |
| 652379 | 2013 YK121               | 2 marzo 2006      | L. H. Wasserman, R. Millis          |
| 652380 | 2013 YL121               | 24 dicembre 2013  | Mount Lemmon Survey                 |
| 652381 | 2013 YM121               | 23 ottobre 2001   | NEAT                                |
| 652382 | 2013 YV122               | 4 marzo 2005      | Mount Lemmon Survey                 |
| 652383 | 2013 YZ122               | 15 settembre 2007 | Mount Lemmon Survey                 |
| 652384 | 2013 YH123               | 5 dicembre 2007   | Spacewatch                          |
| 652385 | 2013 YU130               | 24 settembre 2012 | Mount Lemmon Survey                 |
| 652386 | 2013 YY131               | 31 dicembre 2013  | Mount Lemmon Survey                 |
| 652387 | 2013 YL134               | 13 maggio 2005    | Mount Lemmon Survey                 |
| 652388 | 2013 YZ134               | 1 gennaio 2009    | Mount Lemmon Survey                 |
| 652389 | 2013 YT137               | 6 dicembre 2013   | Pan-STARRS                          |
| 652390 | 2013 YT142               | 28 settembre 2008 | Mount Lemmon Survey                 |
| 652391 | 2013 YY142               | 12 ottobre 2009   | Mount Lemmon Survey                 |
| 652392 | 2013 YD148               | 30 dicembre 2013  | Spacewatch                          |
| 652393 | 2013 YS150               | 11 dicembre 2013  | CSS                                 |
| 652394 | 2013 YD152               | 10 dicembre 2013  | Mount Lemmon Survey                 |
| 652395 | 2013 YK155               | 27 gennaio 2007   | Mount Lemmon Survey                 |
| 652396 | 2013 YD157               | 14 maggio 2015    | Pan-STARRS                          |
| 652397 | 2013 YG159               | 25 dicembre 2013  | Mount Lemmon Survey                 |
| 652398 | 2013 YB162               | 27 dicembre 2013  | Mount Lemmon Survey                 |
| 652399 | 2013 YQ162               | 31 dicembre 2013  | Pan-STARRS                          |
| 652400 | 2013 YX166               | 31 dicembre 2013  | Spacewatch                          |

## 652401–652500
| Nome                | Designazione provvisoria | Data di scoperta  | Scopritore                |
| ------------------- | ------------------------ | ----------------- | ------------------------- |
| 652401              | 2013 YZ166               | 25 dicembre 2013  | Mount Lemmon Survey       |
| 652402              | 2013 YD167               | 30 dicembre 2013  | Mount Lemmon Survey       |
| 652403              | 2013 YL167               | 30 dicembre 2013  | Mount Lemmon Survey       |
| 652404              | 2013 YM167               | 30 dicembre 2013  | Pan-STARRS                |
| 652405              | 2013 YE168               | 2 novembre 2013   | Mount Lemmon Survey       |
| 652406              | 2014 AB9                 | 14 dicembre 2013  | Mount Lemmon Survey       |
| 652407              | 2014 AQ9                 | 14 dicembre 2001  | Spacewatch                |
| 652408              | 2014 AR10                | 1 gennaio 2014    | Mount Lemmon Survey       |
| 652409              | 2014 AY11                | 12 gennaio 2010   | Spacewatch                |
| 652410 Janmarszałek | 2014 AZ11                | 5 dicembre 2013   | M. Żołnowski, M. Kusiak   |
| 652411              | 2014 AQ12                | 5 ottobre 1996    | Spacewatch                |
| 652412              | 2014 AJ15                | 16 ottobre 2007   | Mount Lemmon Survey       |
| 652413              | 2014 AH17                | 10 marzo 2011     | Mount Lemmon Survey       |
| 652414              | 2014 AS17                | 1 gennaio 2014    | Mount Lemmon Survey       |
| 652415              | 2014 AL21                | 3 gennaio 2014    | Spacewatch                |
| 652416              | 2014 AU25                | 8 aprile 2002     | Spacewatch                |
| 652417              | 2014 AA26                | 3 gennaio 2014    | Spacewatch                |
| 652418              | 2014 AD27                | 4 ottobre 2004    | Spacewatch                |
| 652419              | 2014 AF30                | 3 gennaio 2014    | Mount Lemmon Survey       |
| 652420              | 2014 AT36                | 7 novembre 2002   | Kitt Peak Obs.            |
| 652421              | 2014 AR38                | 11 dicembre 2013  | Pan-STARRS                |
| 652422              | 2014 AT39                | 9 ottobre 2007    | Spacewatch                |
| 652423              | 2014 AY40                | 5 gennaio 2014    | Pan-STARRS                |
| 652424              | 2014 AL43                | 20 settembre 2003 | Spacewatch                |
| 652425              | 2014 AX43                | 16 marzo 2007     | Spacewatch                |
| 652426              | 2014 AR44                | 24 ottobre 2005   | Osservatorio di Mauna Kea |
| 652427              | 2014 AJ45                | 30 dicembre 2013  | M. Ory                    |
| 652428              | 2014 AZ50                | 10 gennaio 2014   | Mount Lemmon Survey       |
| 652429              | 2014 AE52                | 3 dicembre 2007   | Spacewatch                |
| 652430              | 2014 AU52                | 11 gennaio 2014   | Mount Lemmon Survey       |
| 652431              | 2014 AZ54                | 24 dicembre 2013  | Mount Lemmon Survey       |
| 652432              | 2014 AT57                | 19 gennaio 2004   | Spacewatch                |
| 652433              | 2014 AY57                | 3 marzo 2009      | Mount Lemmon Survey       |
| 652434              | 2014 AZ57                | 20 gennaio 2009   | Mount Lemmon Survey       |
| 652435              | 2014 AG59                | 5 dicembre 2007   | Spacewatch                |
| 652436              | 2014 AX60                | 9 gennaio 2007    | Spacewatch                |
| 652437              | 2014 AY60                | 10 febbraio 2007  | Mount Lemmon Survey       |
| 652438              | 2014 AZ60                | 13 ottobre 2006   | Spacewatch                |
| 652439              | 2014 AO63                | 10 gennaio 2014   | Spacewatch                |
| 652440              | 2014 AN67                | 22 dicembre 2003  | Spacewatch                |
| 652441              | 2014 AE68                | 1 dicembre 2006   | Mount Lemmon Survey       |
| 652442              | 2014 AZ68                | 1 gennaio 2014    | Pan-STARRS                |
| 652443              | 2014 AB74                | 10 gennaio 2014   | Spacewatch                |
| 652444              | 2014 AC74                | 1 gennaio 2014    | Pan-STARRS                |
| 652445              | 2014 AF77                | 10 gennaio 2014   | Mount Lemmon Survey       |
| 652446              | 2014 AV77                | 28 dicembre 2013  | Spacewatch                |
| 652447              | 2014 AH78                | 3 gennaio 2014    | Mount Lemmon Survey       |
| 652448              | 2014 AM80                | 9 dicembre 2002   | Spacewatch                |
| 652449              | 2014 AN80                | 10 gennaio 2014   | Mount Lemmon Survey       |
| 652450              | 2014 BD                  | 18 gennaio 2014   | Pan-STARRS                |
| 652451              | 2014 BV2                 | 5 dicembre 2005   | Spacewatch                |
| 652452              | 2014 BW4                 | 30 ottobre 2013   | Spacewatch                |
| 652453              | 2014 BA5                 | 21 gennaio 2014   | Mount Lemmon Survey       |
| 652454              | 2014 BA7                 | 21 gennaio 2014   | Mount Lemmon Survey       |
| 652455              | 2014 BZ7                 | 4 febbraio 2009   | Mount Lemmon Survey       |
| 652456              | 2014 BL8                 | 21 gennaio 2014   | Pan-STARRS                |
| 652457              | 2014 BD10                | 1 novembre 2007   | Spacewatch                |
| 652458              | 2014 BM10                | 5 maggio 2006     | Spacewatch                |
| 652459              | 2014 BQ10                | 22 dicembre 2008  | Spacewatch                |
| 652460              | 2014 BY11                | 20 ottobre 2012   | Pan-STARRS                |
| 652461              | 2014 BP13                | 21 febbraio 2007  | Spacewatch                |
| 652462              | 2014 BU13                | 31 ottobre 2005   | Spacewatch                |
| 652463              | 2014 BS17                | 19 gennaio 2005   | Spacewatch                |
| 652464              | 2014 BA18                | 21 gennaio 2014   | Spacewatch                |
| 652465              | 2014 BD18                | 19 settembre 2003 | NEAT                      |
| 652466              | 2014 BY18                | 20 ottobre 2007   | Mount Lemmon Survey       |
| 652467              | 2014 BW20                | 30 dicembre 2013  | Mount Lemmon Survey       |
| 652468              | 2014 BU22                | 4 agosto 2003     | Spacewatch                |
| 652469              | 2014 BQ26                | 22 giugno 2011    | Spacewatch                |
| 652470              | 2014 BQ27                | 15 marzo 2010     | Mount Lemmon Survey       |
| 652471              | 2014 BJ28                | 25 dicembre 2013  | Mount Lemmon Survey       |
| 652472              | 2014 BZ29                | 4 dicembre 2007   | Mount Lemmon Survey       |
| 652473              | 2014 BJ31                | 23 gennaio 2014   | Mount Lemmon Survey       |
| 652474              | 2014 BZ33                | 21 gennaio 2014   | Spacewatch                |
| 652475              | 2014 BB36                | 21 gennaio 2014   | Mount Lemmon Survey       |
| 652476              | 2014 BC36                | 21 gennaio 2014   | Mount Lemmon Survey       |
| 652477              | 2014 BO36                | 14 ottobre 2013   | Mount Lemmon Survey       |
| 652478              | 2014 BY37                | 23 gennaio 2014   | Mount Lemmon Survey       |
| 652479              | 2014 BF41                | 7 ottobre 2004    | NEAT                      |
| 652480              | 2014 BV42                | 3 aprile 2003     | Cerro Tololo Obs.         |
| 652481              | 2014 BK43                | 31 dicembre 2013  | M. Ory                    |
| 652482              | 2014 BO44                | 7 novembre 2007   | CSS                       |
| 652483              | 2014 BJ46                | 24 settembre 2012 | R. Holmes                 |
| 652484              | 2014 BS46                | 4 gennaio 2003    | Spacewatch                |
| 652485              | 2014 BB49                | 12 novembre 2004  | CSS                       |
| 652486              | 2014 BQ49                | 31 dicembre 2013  | Mount Lemmon Survey       |
| 652487              | 2014 BY49                | 21 dicembre 2006  | Spacewatch                |
| 652488              | 2014 BH50                | 24 gennaio 2014   | Pan-STARRS                |
| 652489              | 2014 BV53                | 29 dicembre 2008  | Spacewatch                |
| 652490              | 2014 BH55                | 24 settembre 2012 | R. Holmes                 |
| 652491              | 2014 BR56                | 9 novembre 2007   | Mount Lemmon Survey       |
| 652492              | 2014 BD57                | 20 gennaio 2009   | Mount Lemmon Survey       |
| 652493              | 2014 BR58                | 28 settembre 2006 | CSS                       |
| 652494              | 2014 BA59                | 9 ottobre 2012    | Pan-STARRS                |
| 652495              | 2014 BG59                | 29 gennaio 2014   | Mount Lemmon Survey       |
| 652496              | 2014 BT59                | 22 febbraio 2003  | NEAT                      |
| 652497              | 2014 BT65                | 25 gennaio 2014   | Pan-STARRS                |
| 652498              | 2014 BY66                | 1 ottobre 2005    | Mount Lemmon Survey       |
| 652499              | 2014 BE67                | 22 settembre 2003 | Spacewatch                |
| 652500              | 2014 BJ67                | 21 gennaio 2014   | Mount Lemmon Survey       |

## 652501–652600
| Nome   | Designazione provvisoria | Data di scoperta  | Scopritore                   |
| ------ | ------------------------ | ----------------- | ---------------------------- |
| 652501 | 2014 BV69                | 14 ottobre 2009   | Mount Lemmon Survey          |
| 652502 | 2014 BV70                | 21 marzo 2015     | Pan-STARRS                   |
| 652503 | 2014 BL71                | 25 gennaio 2014   | Pan-STARRS                   |
| 652504 | 2014 BS73                | 14 ottobre 2016   | Pan-STARRS                   |
| 652505 | 2014 BJ75                | 25 gennaio 2014   | Pan-STARRS                   |
| 652506 | 2014 BM76                | 24 gennaio 2014   | Pan-STARRS                   |
| 652507 | 2014 BB77                | 21 gennaio 2014   | Spacewatch                   |
| 652508 | 2014 BE77                | 21 gennaio 2014   | Mount Lemmon Survey          |
| 652509 | 2014 BF77                | 26 gennaio 2014   | N. Falla                     |
| 652510 | 2014 BJ77                | 11 ottobre 2012   | Pan-STARRS                   |
| 652511 | 2014 BP77                | 25 gennaio 2014   | Pan-STARRS                   |
| 652512 | 2014 BB78                | 2 febbraio 2009   | Spacewatch                   |
| 652513 | 2014 BL78                | 28 gennaio 2014   | Mount Lemmon Survey          |
| 652514 | 2014 BL80                | 31 gennaio 2014   | Pan-STARRS                   |
| 652515 | 2014 BO81                | 20 gennaio 2014   | Mount Lemmon Survey          |
| 652516 | 2014 BX83                | 24 aprile 1998    | C. Veillet                   |
| 652517 | 2014 BB86                | 28 gennaio 2014   | Spacewatch                   |
| 652518 | 2014 BD91                | 21 gennaio 2014   | Mount Lemmon Survey          |
| 652519 | 2014 BJ92                | 5 dicembre 2007   | Spacewatch                   |
| 652520 | 2014 CD2                 | 24 gennaio 2014   | Pan-STARRS                   |
| 652521 | 2014 CZ7                 | 28 gennaio 2014   | M. Ory                       |
| 652522 | 2014 CH10                | 28 febbraio 2009  | Spacewatch                   |
| 652523 | 2014 CQ10                | 27 marzo 2011     | Mount Lemmon Survey          |
| 652524 | 2014 CL11                | 19 marzo 2001     | LONEOS                       |
| 652525 | 2014 CV11                | 5 dicembre 2007   | Spacewatch                   |
| 652526 | 2014 CT12                | 30 agosto 2011    | Pan-STARRS                   |
| 652527 | 2014 CL15                | 11 gennaio 2008   | Mount Lemmon Survey          |
| 652528 | 2014 CV16                | 21 dicembre 2003  | Spacewatch                   |
| 652529 | 2014 CT18                | 9 febbraio 2014   | Pan-STARRS                   |
| 652530 | 2014 CX20                | 28 gennaio 2014   | CSS                          |
| 652531 | 2014 CH23                | 13 gennaio 2005   | Spacewatch                   |
| 652532 | 2014 CR23                | 9 febbraio 2014   | Pan-STARRS                   |
| 652533 | 2014 CG24                | 10 febbraio 2014  | Pan-STARRS                   |
| 652534 | 2014 CE25                | 5 febbraio 2014   | M. Schwartz, P. R. Holvorcem |
| 652535 | 2014 CW25                | 9 febbraio 2014   | Pan-STARRS                   |
| 652536 | 2014 CC28                | 11 febbraio 2014  | Mount Lemmon Survey          |
| 652537 | 2014 CG31                | 11 febbraio 2014  | Mount Lemmon Survey          |
| 652538 | 2014 CT31                | 26 settembre 2006 | Spacewatch                   |
| 652539 | 2014 CM32                | 10 febbraio 2014  | Pan-STARRS                   |
| 652540 | 2014 DL1                 | 22 gennaio 2002   | Spacewatch                   |
| 652541 | 2014 DK2                 | 2 luglio 2011     | Mount Lemmon Survey          |
| 652542 | 2014 DL2                 | 2 febbraio 2003   | NEAT                         |
| 652543 | 2014 DO3                 | 21 ottobre 2012   | Pan-STARRS                   |
| 652544 | 2014 DB6                 | 9 febbraio 2003   | AMOS                         |
| 652545 | 2014 DE6                 | 30 settembre 2010 | Mount Lemmon Survey          |
| 652546 | 2014 DF6                 | 10 giugno 2012    | Pan-STARRS                   |
| 652547 | 2014 DM7                 | 27 aprile 2001    | Spacewatch                   |
| 652548 | 2014 DD9                 | 15 aprile 2004    | NEAT                         |
| 652549 | 2014 DR14                | 20 febbraio 2014  | Pan-STARRS                   |
| 652550 | 2014 DY14                | 27 giugno 2007    | Osservatorio Lulin           |
| 652551 | 2014 DU19                | 22 febbraio 2014  | Spacewatch                   |
| 652552 | 2014 DL20                | 19 ottobre 2007   | Mount Lemmon Survey          |
| 652553 | 2014 DW20                | 24 febbraio 2014  | PTF                          |
| 652554 | 2014 DO24                | 16 marzo 2005     | Mount Lemmon Survey          |
| 652555 | 2014 DA27                | 28 gennaio 2003   | Spacewatch                   |
| 652556 | 2014 DM28                | 25 gennaio 2014   | Pan-STARRS                   |
| 652557 | 2014 DO29                | 10 febbraio 2014  | Pan-STARRS                   |
| 652558 | 2014 DF31                | 6 febbraio 1997   | Spacewatch                   |
| 652559 | 2014 DO33                | 21 febbraio 2014  | Spacewatch                   |
| 652560 | 2014 DK34                | 22 febbraio 2014  | Mount Lemmon Survey          |
| 652561 | 2014 DY34                | 20 aprile 2009    | Mount Lemmon Survey          |
| 652562 | 2014 DB36                | 22 febbraio 2014  | Mount Lemmon Survey          |
| 652563 | 2014 DA37                | 31 gennaio 2009   | Spacewatch                   |
| 652564 | 2014 DE37                | 23 gennaio 2006   | Spacewatch                   |
| 652565 | 2014 DS37                | 20 ottobre 2012   | Mount Lemmon Survey          |
| 652566 | 2014 DX37                | 22 febbraio 2014  | Mount Lemmon Survey          |
| 652567 | 2014 DE42                | 26 febbraio 2004  | M. W. Buie, D. E. Trilling   |
| 652568 | 2014 DP42                | 16 novembre 2012  | R. Holmes                    |
| 652569 | 2014 DU43                | 26 febbraio 2014  | Mount Lemmon Survey          |
| 652570 | 2014 DD44                | 22 novembre 2012  | Spacewatch                   |
| 652571 | 2014 DM45                | 28 febbraio 2009  | Spacewatch                   |
| 652572 | 2014 DV46                | 22 aprile 2004    | Spacewatch                   |
| 652573 | 2014 DR48                | 15 aprile 2007    | Spacewatch                   |
| 652574 | 2014 DA49                | 27 febbraio 2014  | Spacewatch                   |
| 652575 | 2014 DW50                | 26 febbraio 2014  | Pan-STARRS                   |
| 652576 | 2014 DW51                | 29 agosto 2011    | L. Elenin                    |
| 652577 | 2014 DD53                | 9 febbraio 2014   | Mount Lemmon Survey          |
| 652578 | 2014 DQ53                | 26 febbraio 2014  | Pan-STARRS                   |
| 652579 | 2014 DV55                | 27 gennaio 2007   | Mount Lemmon Survey          |
| 652580 | 2014 DH56                | 24 novembre 2000  | La Silla Obs.                |
| 652581 | 2014 DH57                | 26 febbraio 2014  | Pan-STARRS                   |
| 652582 | 2014 DP58                | 26 febbraio 2014  | Pan-STARRS                   |
| 652583 | 2014 DL59                | 28 ottobre 2005   | CSS                          |
| 652584 | 2014 DK61                | 11 marzo 2007     | Mount Lemmon Survey          |
| 652585 | 2014 DQ61                | 26 febbraio 2014  | Pan-STARRS                   |
| 652586 | 2014 DL65                | 10 febbraio 2014  | Pan-STARRS                   |
| 652587 | 2014 DB67                | 26 febbraio 2014  | Pan-STARRS                   |
| 652588 | 2014 DC68                | 26 febbraio 2014  | Pan-STARRS                   |
| 652589 | 2014 DF68                | 26 febbraio 2014  | Pan-STARRS                   |
| 652590 | 2014 DL68                | 24 ottobre 2009   | Spacewatch                   |
| 652591 | 2014 DG69                | 2 dicembre 2008   | CSS                          |
| 652592 | 2014 DN69                | 26 febbraio 2014  | Pan-STARRS                   |
| 652593 | 2014 DO69                | 24 maggio 2007    | Mount Lemmon Survey          |
| 652594 | 2014 DM71                | 7 ottobre 2008    | Mount Lemmon Survey          |
| 652595 | 2014 DN71                | 23 settembre 2011 | Pan-STARRS                   |
| 652596 | 2014 DU71                | 4 ottobre 2006    | Mount Lemmon Survey          |
| 652597 | 2014 DZ72                | 2 ottobre 2006    | Mount Lemmon Survey          |
| 652598 | 2014 DK73                | 26 febbraio 2014  | Pan-STARRS                   |
| 652599 | 2014 DM73                | 2 gennaio 2012    | Spacewatch                   |
| 652600 | 2014 DH74                | 2 febbraio 2009   | Mount Lemmon Survey          |

## 652601–652700
| Nome   | Designazione provvisoria | Data di scoperta  | Scopritore                    |
| ------ | ------------------------ | ----------------- | ----------------------------- |
| 652601 | 2014 DB75                | 29 maggio 2000    | Spacewatch                    |
| 652602 | 2014 DO75                | 26 febbraio 2014  | Pan-STARRS                    |
| 652603 | 2014 DU75                | 26 febbraio 2014  | Pan-STARRS                    |
| 652604 | 2014 DX77                | 20 aprile 2009    | Mount Lemmon Survey           |
| 652605 | 2014 DH78                | 28 luglio 2005    | NEAT                          |
| 652606 | 2014 DQ81                | 29 settembre 2005 | Mount Lemmon Survey           |
| 652607 | 2014 DG86                | 26 febbraio 2014  | Mount Lemmon Survey           |
| 652608 | 2014 DO91                | 26 febbraio 2014  | Mount Lemmon Survey           |
| 652609 | 2014 DA95                | 16 novembre 2006  | Spacewatch                    |
| 652610 | 2014 DO95                | 20 settembre 2011 | Pan-STARRS                    |
| 652611 | 2014 DZ96                | 3 gennaio 2013    | C. Rinner                     |
| 652612 | 2014 DS99                | 25 gennaio 2014   | Pan-STARRS                    |
| 652613 | 2014 DC100               | 24 gennaio 2007   | Spacewatch                    |
| 652614 | 2014 DD100               | 14 dicembre 2004  | Spacewatch                    |
| 652615 | 2014 DH101               | 22 ottobre 2012   | Pan-STARRS                    |
| 652616 | 2014 DG104               | 27 febbraio 2014  | Mount Lemmon Survey           |
| 652617 | 2014 DO105               | 9 febbraio 2014   | Pan-STARRS                    |
| 652618 | 2014 DM106               | 21 febbraio 2003  | NEAT                          |
| 652619 | 2014 DG110               | 27 febbraio 2014  | Pan-STARRS                    |
| 652620 | 2014 DM111               | 16 gennaio 2005   | Osservatorio di Mauna Kea     |
| 652621 | 2014 DJ118               | 27 febbraio 2014  | Spacewatch                    |
| 652622 | 2014 DU118               | 9 gennaio 2014    | Mount Lemmon Survey           |
| 652623 | 2014 DY118               | 15 marzo 2007     | Spacewatch                    |
| 652624 | 2014 DY122               | 26 febbraio 2007  | Mount Lemmon Survey           |
| 652625 | 2014 DV123               | 15 marzo 2007     | Spacewatch                    |
| 652626 | 2014 DU125               | 8 settembre 2000  | Spacewatch                    |
| 652627 | 2014 DY125               | 20 febbraio 2014  | Mount Lemmon Survey           |
| 652628 | 2014 DU126               | 28 febbraio 2014  | Pan-STARRS                    |
| 652629 | 2014 DV126               | 26 marzo 2007     | Mount Lemmon Survey           |
| 652630 | 2014 DA127               | 19 ottobre 2012   | Pan-STARRS                    |
| 652631 | 2014 DF127               | 28 febbraio 2014  | Pan-STARRS                    |
| 652632 | 2014 DN129               | 12 novembre 2012  | Mount Lemmon Survey           |
| 652633 | 2014 DS129               | 28 febbraio 2014  | Pan-STARRS                    |
| 652634 | 2014 DP133               | 14 novembre 2012  | Mount Lemmon Survey           |
| 652635 | 2014 DB135               | 14 ottobre 2012   | CSS                           |
| 652636 | 2014 DN135               | 29 ottobre 2005   | Spacewatch                    |
| 652637 | 2014 DB136               | 28 febbraio 2014  | Pan-STARRS                    |
| 652638 | 2014 DK136               | 23 maggio 2001    | J. L. Elliot, L. H. Wasserman |
| 652639 | 2014 DW136               | 28 febbraio 2014  | Pan-STARRS                    |
| 652640 | 2014 DB138               | 26 febbraio 2014  | Mount Lemmon Survey           |
| 652641 | 2014 DJ138               | 12 marzo 2004     | NEAT                          |
| 652642 | 2014 DA139               | 28 febbraio 2014  | Pan-STARRS                    |
| 652643 | 2014 DZ141               | 11 dicembre 2009  | Mount Lemmon Survey           |
| 652644 | 2014 DX143               | 2 settembre 2008  | Spacewatch                    |
| 652645 | 2014 DB145               | 28 marzo 2009     | Mount Lemmon Survey           |
| 652646 | 2014 DD147               | 5 novembre 2007   | CSS                           |
| 652647 | 2014 DM147               | 3 settembre 2008  | Spacewatch                    |
| 652648 | 2014 DQ147               | 12 gennaio 2008   | Mount Lemmon Survey           |
| 652649 | 2014 DY147               | 27 febbraio 2014  | Mount Lemmon Survey           |
| 652650 | 2014 DL148               | 17 settembre 2012 | Spacewatch                    |
| 652651 | 2014 DT148               | 28 febbraio 2014  | Pan-STARRS                    |
| 652652 | 2014 DP149               | 30 settembre 2003 | Spacewatch                    |
| 652653 | 2014 DZ152               | 28 febbraio 2014  | Pan-STARRS                    |
| 652654 | 2014 DD154               | 20 ottobre 2012   | Spacewatch                    |
| 652655 | 2014 DH155               | 26 febbraio 2014  | Pan-STARRS                    |
| 652656 | 2014 DN158               | 28 febbraio 2014  | Pan-STARRS                    |
| 652657 | 2014 DF159               | 24 febbraio 2014  | Pan-STARRS                    |
| 652658 | 2014 DK159               | 18 gennaio 2008   | Spacewatch                    |
| 652659 | 2014 DS160               | 24 febbraio 2014  | Pan-STARRS                    |
| 652660 | 2014 DV163               | 27 febbraio 2014  | Mount Lemmon Survey           |
| 652661 | 2014 DY163               | 26 febbraio 2014  | Pan-STARRS                    |
| 652662 | 2014 DR166               | 28 febbraio 2014  | Pan-STARRS                    |
| 652663 | 2014 DU167               | 28 febbraio 2014  | Pan-STARRS                    |
| 652664 | 2014 DQ168               | 27 febbraio 2014  | Spacewatch                    |
| 652665 | 2014 DV168               | 27 febbraio 2014  | Pan-STARRS                    |
| 652666 | 2014 DD169               | 26 febbraio 2014  | Pan-STARRS                    |
| 652667 | 2014 DF169               | 26 febbraio 2014  | Pan-STARRS                    |
| 652668 | 2014 DN169               | 24 febbraio 2014  | Pan-STARRS                    |
| 652669 | 2014 DC170               | 26 febbraio 2014  | Pan-STARRS                    |
| 652670 | 2014 DP174               | 25 febbraio 2014  | Pan-STARRS                    |
| 652671 | 2014 DR174               | 22 febbraio 2014  | Spacewatch                    |
| 652672 | 2014 DT174               | 28 febbraio 2014  | Pan-STARRS                    |
| 652673 | 2014 DL180               | 28 febbraio 2014  | Pan-STARRS                    |
| 652674 | 2014 DF181               | 7 aprile 2002     | M. W. Buie, A. B. Jordan      |
| 652675 | 2014 DJ181               | 26 febbraio 2014  | Pan-STARRS                    |
| 652676 | 2014 DH182               | 26 febbraio 2014  | Pan-STARRS                    |
| 652677 | 2014 DY186               | 28 febbraio 2014  | Pan-STARRS                    |
| 652678 | 2014 DA190               | 26 febbraio 2014  | Mount Lemmon Survey           |
| 652679 | 2014 DD197               | 28 febbraio 2014  | Pan-STARRS                    |
| 652680 | 2014 DK197               | 24 febbraio 2014  | Pan-STARRS                    |
| 652681 | 2014 DK200               | 28 febbraio 2014  | Mount Lemmon Survey           |
| 652682 | 2014 DA201               | 13 gennaio 2008   | Mount Lemmon Survey           |
| 652683 | 2014 EE3                 | 5 settembre 2008  | Spacewatch                    |
| 652684 | 2014 EW5                 | 19 febbraio 2009  | Spacewatch                    |
| 652685 | 2014 EY9                 | 25 febbraio 2014  | Spacewatch                    |
| 652686 | 2014 EX12                | 23 giugno 2007    | Spacewatch                    |
| 652687 | 2014 EX18                | 9 febbraio 2014   | Pan-STARRS                    |
| 652688 | 2014 EK19                | 24 settembre 2011 | Pan-STARRS                    |
| 652689 | 2014 EO19                | 30 settembre 2011 | Spacewatch                    |
| 652690 | 2014 EX21                | 3 ottobre 2011    | Mount Lemmon Survey           |
| 652691 | 2014 EL22                | 9 febbraio 2014   | Spacewatch                    |
| 652692 | 2014 EX23                | 10 maggio 2004    | Spacewatch                    |
| 652693 | 2014 ED24                | 25 marzo 2007     | Mount Lemmon Survey           |
| 652694 | 2014 EM24                | 9 marzo 2014      | Pan-STARRS                    |
| 652695 | 2014 EJ26                | 28 febbraio 2014  | Pan-STARRS                    |
| 652696 | 2014 EU28                | 25 febbraio 2014  | Spacewatch                    |
| 652697 | 2014 ED31                | 7 marzo 2014      | Spacewatch                    |
| 652698 | 2014 ET32                | 8 marzo 2014      | Spacewatch                    |
| 652699 | 2014 ED33                | 29 aprile 2003    | Spacewatch                    |
| 652700 | 2014 EN34                | 27 febbraio 2014  | Pan-STARRS                    |

## 652701–652800
| Nome   | Designazione provvisoria | Data di scoperta  | Scopritore                   |
| ------ | ------------------------ | ----------------- | ---------------------------- |
| 652701 | 2014 EF37                | 8 marzo 2014      | Mount Lemmon Survey          |
| 652702 | 2014 ET37                | 23 settembre 2009 | Mount Lemmon Survey          |
| 652703 | 2014 EV37                | 18 dicembre 2009  | Mount Lemmon Survey          |
| 652704 | 2014 ED38                | 8 ottobre 2007    | Mount Lemmon Survey          |
| 652705 | 2014 EX38                | 1 novembre 2006   | Mount Lemmon Survey          |
| 652706 | 2014 ER39                | 2 aprile 2009     | Mount Lemmon Survey          |
| 652707 | 2014 EJ40                | 26 febbraio 2014  | Pan-STARRS                   |
| 652708 | 2014 ER40                | 7 gennaio 2010    | Spacewatch                   |
| 652709 | 2014 EZ40                | 8 marzo 2014      | Mount Lemmon Survey          |
| 652710 | 2014 EN41                | 5 aprile 2011     | Mount Lemmon Survey          |
| 652711 | 2014 EZ43                | 19 dicembre 2007  | Mount Lemmon Survey          |
| 652712 | 2014 EH44                | 10 marzo 2014     | Spacewatch                   |
| 652713 | 2014 ED45                | 13 febbraio 2008  | CSS                          |
| 652714 | 2014 EJ47                | 26 febbraio 2014  | Mount Lemmon Survey          |
| 652715 | 2014 EA51                | 10 marzo 2014     | Mount Lemmon Survey          |
| 652716 | 2014 EJ52                | 6 marzo 2014      | Mount Lemmon Survey          |
| 652717 | 2014 EM53                | 28 ottobre 2017   | Mount Lemmon Survey          |
| 652718 | 2014 EU54                | 21 maggio 2015    | Pan-STARRS                   |
| 652719 | 2014 EA61                | 14 maggio 2015    | Pan-STARRS                   |
| 652720 | 2014 EM63                | 16 luglio 2004    | LINEAR                       |
| 652721 | 2014 EM66                | 14 aprile 2016    | Pan-STARRS                   |
| 652722 | 2014 EQ66                | 23 settembre 2008 | Spacewatch                   |
| 652723 | 2014 ER66                | 30 gennaio 2008   | Spacewatch                   |
| 652724 | 2014 ET66                | 6 novembre 2012   | Spacewatch                   |
| 652725 | 2014 EC68                | 17 gennaio 2013   | Pan-STARRS                   |
| 652726 | 2014 EB69                | 28 febbraio 2014  | Pan-STARRS                   |
| 652727 | 2014 EF72                | 28 febbraio 2014  | Pan-STARRS                   |
| 652728 | 2014 EO72                | 27 settembre 2006 | Spacewatch                   |
| 652729 | 2014 EW74                | 18 ottobre 2012   | Mount Lemmon Survey          |
| 652730 | 2014 EB75                | 22 ottobre 2012   | Pan-STARRS                   |
| 652731 | 2014 EA79                | 9 febbraio 2008   | Mount Lemmon Survey          |
| 652732 | 2014 EL85                | 2 settembre 2017  | Pan-STARRS                   |
| 652733 | 2014 ER88                | 12 ottobre 2017   | Mount Lemmon Survey          |
| 652734 | 2014 EQ91                | 31 dicembre 2008  | Spacewatch                   |
| 652735 | 2014 EZ93                | 27 ottobre 2017   | Mount Lemmon Survey          |
| 652736 | 2014 EG95                | 14 aprile 2004    | Spacewatch                   |
| 652737 | 2014 EA96                | 4 settembre 2011  | Pan-STARRS                   |
| 652738 | 2014 ED98                | 26 maggio 2015    | Pan-STARRS                   |
| 652739 | 2014 EW99                | 20 settembre 2011 | CSS                          |
| 652740 | 2014 EP102               | 18 aprile 2009    | Spacewatch                   |
| 652741 | 2014 EV102               | 12 novembre 2010  | Mount Lemmon Survey          |
| 652742 | 2014 EA107               | 14 settembre 2005 | Spacewatch                   |
| 652743 | 2014 EC107               | 22 ottobre 2017   | Spacewatch                   |
| 652744 | 2014 EO107               | 18 settembre 2001 | Spacewatch                   |
| 652745 | 2014 EH108               | 28 febbraio 2014  | Pan-STARRS                   |
| 652746 | 2014 EQ111               | 19 settembre 2017 | Pan-STARRS                   |
| 652747 | 2014 EL114               | 13 novembre 2010  | Spacewatch                   |
| 652748 | 2014 EW116               | 11 dicembre 2012  | Mount Lemmon Survey          |
| 652749 | 2014 ES117               | 13 ottobre 2006   | Spacewatch                   |
| 652750 | 2014 EL118               | 18 aprile 2015    | CTIO-DECam                   |
| 652751 | 2014 EV120               | 25 agosto 2000    | R. Millis, L. H. Wasserman   |
| 652752 | 2014 EN122               | 16 gennaio 2008   | Spacewatch                   |
| 652753 | 2014 EX122               | 17 ottobre 2001   | LINEAR                       |
| 652754 | 2014 EB124               | 26 settembre 2011 | Mount Lemmon Survey          |
| 652755 | 2014 EG130               | 11 novembre 2012  | CSS                          |
| 652756 | 2014 EQ133               | 7 agosto 2016     | Pan-STARRS                   |
| 652757 | 2014 EZ137               | 2 settembre 2011  | Pan-STARRS                   |
| 652758 | 2014 EN140               | 15 settembre 2012 | M. Schwartz, P. R. Holvorcem |
| 652759 | 2014 ER141               | 10 gennaio 2007   | Mount Lemmon Survey          |
| 652760 | 2014 EH147               | 24 settembre 2008 | Spacewatch                   |
| 652761 | 2014 EV147               | 17 settembre 2009 | Spacewatch                   |
| 652762 | 2014 EQ149               | 21 febbraio 2014  | L. Elenin                    |
| 652763 | 2014 EL155               | 10 gennaio 2013   | Pan-STARRS                   |
| 652764 | 2014 EJ156               | 2 settembre 2008  | Spacewatch                   |
| 652765 | 2014 ES156               | 13 dicembre 2012  | Mount Lemmon Survey          |
| 652766 | 2014 EX156               | 28 febbraio 2014  | Pan-STARRS                   |
| 652767 | 2014 EL158               | 18 aprile 2015    | CTIO-DECam                   |
| 652768 | 2014 EF160               | 15 ottobre 2017   | Mount Lemmon Survey          |
| 652769 | 2014 EA163               | 13 luglio 2016    | Pan-STARRS                   |
| 652770 | 2014 EN164               | 21 settembre 2017 | Pan-STARRS                   |
| 652771 | 2014 EY169               | 28 agosto 2016    | Mount Lemmon Survey          |
| 652772 | 2014 EY170               | 25 novembre 2012  | Spacewatch                   |
| 652773 | 2014 EA172               | 1 ottobre 2011    | Spacewatch                   |
| 652774 | 2014 EC172               | 6 settembre 2011  | Pan-STARRS                   |
| 652775 | 2014 EQ175               | 10 dicembre 2002  | NEAT                         |
| 652776 | 2014 EE177               | 27 luglio 2011    | Pan-STARRS                   |
| 652777 | 2014 ES177               | 11 gennaio 2008   | Spacewatch                   |
| 652778 | 2014 EZ180               | 7 novembre 2010   | Mount Lemmon Survey          |
| 652779 | 2014 EZ181               | 29 agosto 2006    | Spacewatch                   |
| 652780 | 2014 EG182               | 1 dicembre 2005   | Spacewatch                   |
| 652781 | 2014 EY183               | 22 novembre 2012  | Spacewatch                   |
| 652782 | 2014 EK184               | 24 settembre 2017 | Pan-STARRS                   |
| 652783 | 2014 EU192               | 27 ottobre 2017   | Mount Lemmon Survey          |
| 652784 | 2014 EY192               | 11 luglio 2016    | Pan-STARRS                   |
| 652785 | 2014 EE195               | 2 settembre 2011  | Pan-STARRS                   |
| 652786 | 2014 EN195               | 7 giugno 2016     | Pan-STARRS                   |
| 652787 | 2014 EB198               | 13 agosto 2016    | Pan-STARRS                   |
| 652788 | 2014 EG198               | 25 luglio 2015    | Pan-STARRS                   |
| 652789 | 2014 EA204               | 26 febbraio 2014  | Pan-STARRS                   |
| 652790 | 2014 EB204               | 8 febbraio 2008   | Mount Lemmon Survey          |
| 652791 | 2014 EY204               | 11 maggio 2015    | Mount Lemmon Survey          |
| 652792 | 2014 EG208               | 26 settembre 2011 | Pan-STARRS                   |
| 652793 | 2014 EL208               | 17 ottobre 2012   | Pan-STARRS                   |
| 652794 | 2014 EA209               | 14 maggio 2015    | Pan-STARRS                   |
| 652795 | 2014 EY209               | 21 ottobre 2012   | Spacewatch                   |
| 652796 | 2014 EW211               | 29 ottobre 2017   | Pan-STARRS                   |
| 652797 | 2014 EJ219               | 27 luglio 2017    | Pan-STARRS                   |
| 652798 | 2014 EH222               | 2 marzo 2014      | CTIO-DECam                   |
| 652799 | 2014 EK222               | 14 gennaio 2008   | Spacewatch                   |
| 652800 | 2014 EL226               | 15 settembre 2007 | Mount Lemmon Survey          |

## 652801–652900
| Nome   | Designazione provvisoria | Data di scoperta  | Scopritore                 |
| ------ | ------------------------ | ----------------- | -------------------------- |
| 652801 | 2014 EW230               | 28 agosto 2016    | Mount Lemmon Survey        |
| 652802 | 2014 EX232               | 16 settembre 2006 | CSS                        |
| 652803 | 2014 EC233               | 29 giugno 2016    | Pan-STARRS                 |
| 652804 | 2014 EL233               | 26 settembre 2017 | Pan-STARRS                 |
| 652805 | 2014 EF235               | 4 settembre 2011  | Pan-STARRS                 |
| 652806 | 2014 EC240               | 11 agosto 2011    | R. Holmes                  |
| 652807 | 2014 EA243               | 6 settembre 2015  | Pan-STARRS                 |
| 652808 | 2014 EA245               | 30 ottobre 2017   | Pan-STARRS                 |
| 652809 | 2014 EK250               | 11 marzo 2014     | Mount Lemmon Survey        |
| 652810 | 2014 EW253               | 12 novembre 2010  | Mount Lemmon Survey        |
| 652811 | 2014 EK254               | 12 marzo 2014     | Mount Lemmon Survey        |
| 652812 | 2014 EM256               | 11 marzo 2014     | Mount Lemmon Survey        |
| 652813 | 2014 EJ257               | 29 aprile 2009    | Mount Lemmon Survey        |
| 652814 | 2014 FC1                 | 20 marzo 2014     | Mount Lemmon Survey        |
| 652815 | 2014 FT1                 | 20 marzo 2014     | Mount Lemmon Survey        |
| 652816 | 2014 FY1                 | 20 marzo 2014     | Mount Lemmon Survey        |
| 652817 | 2014 FS2                 | 23 marzo 2003     | Spacewatch                 |
| 652818 | 2014 FW2                 | 12 marzo 2014     | Mount Lemmon Survey        |
| 652819 | 2014 FE5                 | 2 ottobre 2006    | Mount Lemmon Survey        |
| 652820 | 2014 FX5                 | 10 febbraio 2014  | Pan-STARRS                 |
| 652821 | 2014 FV8                 | 23 agosto 2011    | Pan-STARRS                 |
| 652822 | 2014 FZ8                 | 26 febbraio 2014  | Pan-STARRS                 |
| 652823 | 2014 FZ11                | 20 marzo 2014     | Mount Lemmon Survey        |
| 652824 | 2014 FA12                | 3 luglio 2005     | Mount Lemmon Survey        |
| 652825 | 2014 FB12                | 4 maggio 2005     | Spacewatch                 |
| 652826 | 2014 FC12                | 16 luglio 2004    | Cerro Tololo Obs.          |
| 652827 | 2014 FP12                | 22 febbraio 2014  | Spacewatch                 |
| 652828 | 2014 FK13                | 16 ottobre 2006   | CSS                        |
| 652829 | 2014 FA14                | 13 marzo 2014     | Mount Lemmon Survey        |
| 652830 | 2014 FZ16                | 22 marzo 2014     | Mount Lemmon Survey        |
| 652831 | 2014 FM20                | 20 febbraio 2014  | Mount Lemmon Survey        |
| 652832 | 2014 FV20                | 26 febbraio 2014  | Mount Lemmon Survey        |
| 652833 | 2014 FA21                | 3 febbraio 2014   | S. Mottola, S. Hellmich    |
| 652834 | 2014 FP21                | 3 gennaio 2009    | Mount Lemmon Survey        |
| 652835 | 2014 FS24                | 1 gennaio 2008    | Spacewatch                 |
| 652836 | 2014 FA25                | 28 febbraio 2014  | Pan-STARRS                 |
| 652837 | 2014 FC25                | 22 ottobre 2006   | Spacewatch                 |
| 652838 | 2014 FY25                | 23 marzo 2014     | Mount Lemmon Survey        |
| 652839 | 2014 FB26                | 17 giugno 2005    | Mount Lemmon Survey        |
| 652840 | 2014 FH26                | 23 marzo 2014     | Mount Lemmon Survey        |
| 652841 | 2014 FR26                | 7 novembre 2007   | Mount Lemmon Survey        |
| 652842 | 2014 FT26                | 28 febbraio 2014  | Pan-STARRS                 |
| 652843 | 2014 FO27                | 28 settembre 2008 | Mount Lemmon Survey        |
| 652844 | 2014 FW27                | 23 marzo 2014     | Mount Lemmon Survey        |
| 652845 | 2014 FT28                | 2 settembre 2011  | Pan-STARRS                 |
| 652846 | 2014 FN29                | 7 ottobre 2004    | LINEAR                     |
| 652847 | 2014 FV29                | 13 marzo 2007     | Mount Lemmon Survey        |
| 652848 | 2014 FP34                | 27 febbraio 2014  | Pan-STARRS                 |
| 652849 | 2014 FY34                | 22 marzo 2014     | Spacewatch                 |
| 652850 | 2014 FD35                | 10 marzo 2014     | Spacewatch                 |
| 652851 | 2014 FC37                | 25 agosto 2006    | Osservatorio Lulin         |
| 652852 | 2014 FE39                | 26 febbraio 2014  | Pan-STARRS                 |
| 652853 | 2014 FN39                | 11 febbraio 2008  | Mount Lemmon Survey        |
| 652854 | 2014 FO39                | 25 marzo 2014     | Spacewatch                 |
| 652855 | 2014 FR40                | 7 ottobre 2008    | Mount Lemmon Survey        |
| 652856 | 2014 FW43                | 5 ottobre 2002    | NEAT                       |
| 652857 | 2014 FS44                | 16 maggio 2007    | Mount Lemmon Survey        |
| 652858 | 2014 FZ44                | 10 gennaio 2008   | Mount Lemmon Survey        |
| 652859 | 2014 FL45                | 11 marzo 2014     | Mount Lemmon Survey        |
| 652860 | 2014 FU45                | 11 novembre 2001  | SDSS Collaboration         |
| 652861 | 2014 FW46                | 1 dicembre 2005   | L. H. Wasserman, R. Millis |
| 652862 | 2014 FF47                | 26 febbraio 2014  | Pan-STARRS                 |
| 652863 | 2014 FB49                | 8 marzo 2003      | LONEOS                     |
| 652864 | 2014 FY50                | 23 gennaio 2014   | Mount Lemmon Survey        |
| 652865 | 2014 FZ51                | 22 febbraio 2014  | Mount Lemmon Survey        |
| 652866 | 2014 FC54                | 22 marzo 2014     | Spacewatch                 |
| 652867 | 2014 FP58                | 16 luglio 2004    | Cerro Tololo Obs.          |
| 652868 | 2014 FG61                | 27 settembre 2009 | Spacewatch                 |
| 652869 | 2014 FP62                | 27 marzo 2001     | Spacewatch                 |
| 652870 | 2014 FH63                | 27 settembre 2008 | Mount Lemmon Survey        |
| 652871 | 2014 FV63                | 12 marzo 2007     | Spacewatch                 |
| 652872 | 2014 FA64                | 25 maggio 2014    | Pan-STARRS                 |
| 652873 | 2014 FO65                | 11 ottobre 2012   | Pan-STARRS                 |
| 652874 | 2014 FP65                | 11 ottobre 2007   | Mount Lemmon Survey        |
| 652875 | 2014 FK67                | 9 ottobre 2008    | Mount Lemmon Survey        |
| 652876 | 2014 FM67                | 26 marzo 2007     | Spacewatch                 |
| 652877 | 2014 FR68                | 6 maggio 2014     | Mount Lemmon Survey        |
| 652878 | 2014 FZ72                | 27 marzo 2014     | Pan-STARRS                 |
| 652879 | 2014 FQ79                | 30 settembre 2017 | Pan-STARRS                 |
| 652880 | 2014 FE82                | 29 marzo 2014     | Mount Lemmon Survey        |
| 652881 | 2014 FJ83                | 28 marzo 2014     | Mount Lemmon Survey        |
| 652882 | 2014 FW83                | 27 marzo 2014     | Pan-STARRS                 |
| 652883 | 2014 FM84                | 24 marzo 2014     | Pan-STARRS                 |
| 652884 | 2014 FX84                | 25 marzo 2014     | Spacewatch                 |
| 652885 | 2014 FD85                | 26 marzo 2014     | Mount Lemmon Survey        |
| 652886 | 2014 FZ85                | 24 marzo 2014     | Pan-STARRS                 |
| 652887 | 2014 FG86                | 25 marzo 2014     | Mount Lemmon Survey        |
| 652888 | 2014 FH86                | 26 marzo 2014     | Mount Lemmon Survey        |
| 652889 | 2014 FM86                | 24 marzo 2014     | Pan-STARRS                 |
| 652890 | 2014 FK87                | 28 marzo 2014     | Mount Lemmon Survey        |
| 652891 | 2014 GU9                 | 2 aprile 2014     | Mount Lemmon Survey        |
| 652892 | 2014 GZ9                 | 2 aprile 2014     | Spacewatch                 |
| 652893 | 2014 GM10                | 26 febbraio 2014  | Spacewatch                 |
| 652894 | 2014 GN10                | 11 settembre 2007 | Mount Lemmon Survey        |
| 652895 | 2014 GY10                | 2 aprile 2014     | Mount Lemmon Survey        |
| 652896 | 2014 GB13                | 12 novembre 2012  | ESA OGS                    |
| 652897 | 2014 GJ14                | 9 febbraio 2010   | Mount Lemmon Survey        |
| 652898 | 2014 GE17                | 20 dicembre 2009  | Spacewatch                 |
| 652899 | 2014 GV22                | 4 aprile 2014     | Mount Lemmon Survey        |
| 652900 | 2014 GU23                | 26 novembre 2012  | Mount Lemmon Survey        |

## 652901–653000
| Nome   | Designazione provvisoria | Data di scoperta  | Scopritore                  |
| ------ | ------------------------ | ----------------- | --------------------------- |
| 652901 | 2014 GK24                | 31 dicembre 2007  | Spacewatch                  |
| 652902 | 2014 GG25                | 4 aprile 2014     | Mount Lemmon Survey         |
| 652903 | 2014 GH25                | 29 marzo 2014     | Mount Lemmon Survey         |
| 652904 | 2014 GE28                | 28 maggio 2008    | Mount Lemmon Survey         |
| 652905 | 2014 GG29                | 26 settembre 2011 | Pan-STARRS                  |
| 652906 | 2014 GR35                | 1 aprile 2014     | Spacewatch                  |
| 652907 | 2014 GC36                | 2 aprile 2014     | Spacewatch                  |
| 652908 | 2014 GU36                | 3 aprile 2014     | PMO NEO                     |
| 652909 | 2014 GK37                | 24 marzo 2014     | Pan-STARRS                  |
| 652910 | 2014 GN37                | 4 aprile 2014     | Spacewatch                  |
| 652911 | 2014 GL38                | 20 febbraio 2014  | Pan-STARRS                  |
| 652912 | 2014 GY41                | 28 ottobre 1995   | Spacewatch                  |
| 652913 | 2014 GH43                | 14 ottobre 2001   | SDSS Collaboration          |
| 652914 | 2014 GQ47                | 7 aprile 2014     | L. Bernasconi               |
| 652915 | 2014 GO48                | 27 settembre 2012 | Pan-STARRS                  |
| 652916 | 2014 GT50                | 25 marzo 2014     | Mount Lemmon Survey         |
| 652917 | 2014 GY50                | 25 novembre 2006  | Spacewatch                  |
| 652918 | 2014 GP52                | 29 febbraio 2008  | Mount Lemmon Survey         |
| 652919 | 2014 GZ52                | 10 aprile 2014    | Pan-STARRS                  |
| 652920 | 2014 GR53                | 4 aprile 2014     | Pan-STARRS                  |
| 652921 | 2014 GE56                | 18 settembre 2003 | NEAT                        |
| 652922 | 2014 GM56                | 5 febbraio 2010   | Spacewatch                  |
| 652923 | 2014 GD57                | 5 aprile 2014     | Pan-STARRS                  |
| 652924 | 2014 GF57                | 5 aprile 2014     | Pan-STARRS                  |
| 652925 | 2014 GY57                | 5 aprile 2014     | Pan-STARRS                  |
| 652926 | 2014 GG58                | 5 aprile 2014     | Pan-STARRS                  |
| 652927 | 2014 GL59                | 27 novembre 2012  | Mount Lemmon Survey         |
| 652928 | 2014 GU61                | 4 dicembre 2008   | Spacewatch                  |
| 652929 | 2014 GY61                | 5 aprile 2014     | Pan-STARRS                  |
| 652930 | 2014 GH63                | 5 aprile 2014     | Pan-STARRS                  |
| 652931 | 2014 GV64                | 8 novembre 2007   | Spacewatch                  |
| 652932 | 2014 GS74                | 1 aprile 2014     | Spacewatch                  |
| 652933 | 2014 GT75                | 5 aprile 2014     | Pan-STARRS                  |
| 652934 | 2014 GP77                | 7 aprile 2014     | Mount Lemmon Survey         |
| 652935 | 2014 GS82                | 4 aprile 2014     | Pan-STARRS                  |
| 652936 | 2014 GK91                | 8 aprile 2014     | Mount Lemmon Survey         |
| 652937 | 2014 HB1                 | 22 marzo 2003     | NEAT                        |
| 652938 | 2014 HH1                 | 24 marzo 2014     | Pan-STARRS                  |
| 652939 | 2014 HH2                 | 23 settembre 2004 | Spacewatch                  |
| 652940 | 2014 HG7                 | 31 gennaio 2004   | Spacewatch                  |
| 652941 | 2014 HD8                 | 20 aprile 2014    | Mount Lemmon Survey         |
| 652942 | 2014 HC9                 | 9 febbraio 2013   | Pan-STARRS                  |
| 652943 | 2014 HV9                 | 6 maggio 2008     | Mount Lemmon Survey         |
| 652944 | 2014 HY9                 | 18 maggio 2005    | NEAT                        |
| 652945 | 2014 HJ11                | 22 settembre 2008 | Spacewatch                  |
| 652946 | 2014 HF13                | 24 dicembre 2005  | Spacewatch                  |
| 652947 | 2014 HG13                | 5 aprile 2014     | Pan-STARRS                  |
| 652948 | 2014 HS14                | 24 ottobre 2011   | Pan-STARRS                  |
| 652949 | 2014 HV16                | 21 aprile 2014    | Mount Lemmon Survey         |
| 652950 | 2014 HZ16                | 10 maggio 2005    | M. W. Buie, L. H. Wasserman |
| 652951 | 2014 HS18                | 23 agosto 2011    | Pan-STARRS                  |
| 652952 | 2014 HO21                | 4 aprile 2014     | Spacewatch                  |
| 652953 | 2014 HV23                | 5 aprile 2014     | Pan-STARRS                  |
| 652954 | 2014 HQ24                | 21 settembre 2011 | Mount Lemmon Survey         |
| 652955 | 2014 HO28                | 29 agosto 2000    | La Silla Obs.               |
| 652956 | 2014 HU28                | 18 agosto 2006    | NEAT                        |
| 652957 | 2014 HD29                | 27 marzo 2014     | Pan-STARRS                  |
| 652958 | 2014 HW29                | 18 dicembre 2009  | Mount Lemmon Survey         |
| 652959 | 2014 HM33                | 27 ottobre 2005   | CSS                         |
| 652960 | 2014 HW33                | 16 marzo 2007     | Spacewatch                  |
| 652961 | 2014 HG34                | 4 aprile 2014     | Pan-STARRS                  |
| 652962 | 2014 HN36                | 24 gennaio 2007   | Mount Lemmon Survey         |
| 652963 | 2014 HS38                | 9 febbraio 2010   | Mount Lemmon Survey         |
| 652964 | 2014 HV39                | 25 marzo 2014     | Spacewatch                  |
| 652965 | 2014 HX39                | 19 settembre 1998 | SDSS Collaboration          |
| 652966 | 2014 HD40                | 17 dicembre 2009  | Mount Lemmon Survey         |
| 652967 | 2014 HP41                | 23 aprile 2014    | CTIO-DECam                  |
| 652968 | 2014 HA42                | 23 aprile 2014    | CTIO-DECam                  |
| 652969 | 2014 HV43                | 30 aprile 2003    | Spacewatch                  |
| 652970 | 2014 HK46                | 20 aprile 2006    | Mount Lemmon Survey         |
| 652971 | 2014 HD47                | 27 agosto 2006    | Spacewatch                  |
| 652972 | 2014 HD48                | 16 marzo 2007     | Spacewatch                  |
| 652973 | 2014 HM48                | 8 febbraio 2008   | Spacewatch                  |
| 652974 | 2014 HP50                | 23 aprile 2014    | CTIO-DECam                  |
| 652975 | 2014 HG51                | 24 aprile 2003    | Spacewatch                  |
| 652976 | 2014 HF54                | 23 aprile 2014    | CTIO-DECam                  |
| 652977 | 2014 HY56                | 23 aprile 2014    | CTIO-DECam                  |
| 652978 | 2014 HD59                | 20 agosto 2000    | Spacewatch                  |
| 652979 | 2014 HK59                | 24 aprile 2003    | Spacewatch                  |
| 652980 | 2014 HH62                | 29 agosto 2005    | Spacewatch                  |
| 652981 | 2014 HN70                | 10 ottobre 2005   | CSS                         |
| 652982 | 2014 HR72                | 15 aprile 2007    | Mount Lemmon Survey         |
| 652983 | 2014 HL74                | 23 aprile 2014    | CTIO-DECam                  |
| 652984 | 2014 HN76                | 11 ottobre 2012   | Mount Lemmon Survey         |
| 652985 | 2014 HS78                | 24 aprile 2014    | Pan-STARRS                  |
| 652986 | 2014 HX84                | 31 agosto 2005    | Spacewatch                  |
| 652987 | 2014 HB90                | 23 aprile 2014    | CTIO-DECam                  |
| 652988 | 2014 HK94                | 23 aprile 2014    | CTIO-DECam                  |
| 652989 | 2014 HO95                | 23 aprile 2014    | CTIO-DECam                  |
| 652990 | 2014 HV95                | 24 aprile 2014    | Mount Lemmon Survey         |
| 652991 | 2014 HD96                | 23 aprile 2014    | CTIO-DECam                  |
| 652992 | 2014 HJ96                | 23 aprile 2014    | CTIO-DECam                  |
| 652993 | 2014 HD97                | 23 aprile 2014    | CTIO-DECam                  |
| 652994 | 2014 HQ102               | 5 aprile 2014     | Pan-STARRS                  |
| 652995 | 2014 HZ103               | 14 febbraio 2010  | Mount Lemmon Survey         |
| 652996 | 2014 HG105               | 1 agosto 2011     | Pan-STARRS                  |
| 652997 | 2014 HJ106               | 24 aprile 2014    | Mount Lemmon Survey         |
| 652998 | 2014 HR106               | 6 luglio 2003     | Spacewatch                  |
| 652999 | 2014 HV108               | 2 agosto 2016     | Pan-STARRS                  |
| 653000 | 2014 HM110               | 24 aprile 2014    | Mount Lemmon Survey         |